# SV Preußen Waldenburg-Altwasser
SV Preußen Waldenburg-Altwasser was een Duitse voetbalclub uit Altwasser, een stadsdeel van Waldenburg, dat sinds 1945 het Poolse Wałbrzych is.

## Geschiedenis
De club werd in 1915 opgericht als SV Preußen 1915 Altwasser. Nadat het dorp Altwasser in 1919 een stadsdeel werd van Waldenburg wijzigde de naam in SV Preußen Waldenburg-Altwasser. In 1921 speelde de club voor het eerst in de  Neder-Silezische competitie, een van de competities van de Zuidoost-Duitse voetbalbond. Na dit seizoen werd de Bezirksliga ingevoerd als nieuwe hoogste klasse, waarvoor de club zich niet kwalificeerde. In 1924 promoveerde de club weer en eindigde nu in de middenmoot. Na dit seizoen werd de club overgeheveld naar de nieuwe Berglandse competitie. Na een tweede plaats in het eerste seizoen eindigde de club de volgende jaren in de middenmoot.
Na seizoen 1932/33 werd de competitie in Duitsland grondig geherstructureerd. De Zuidoost-Duitse bond werd ontbonden en de competities vervangen door de Gauliga Schlesien. De clubs uit de Berglandse competitie werden niet sterk genoeg bevonden om zich hiervoor te kwalificeren. Door de plaats in de middenmoot plaatste de club zich ook niet voor de Bezirksliga Mittelschlesien, maar moesten ze in de Kreisklasse gaan spelen, de derde klasse.
De club werd meteen kampioen en nam deel aan de eindronde om te promoveren, maar verloor daarin van SpVgg 1908 Reichbenbach. Twee jaar later wist de club wel promotie af te dwingen. In 1937 werd de club zowaar vicekampioen achter SV 33 Klettendorf. Na een plaats in de middenmoot werd de club in 1939 opnieuw tweede, nu met slechts één punt achterstand op traditieclub VfB Breslau. Door de uitbraak van de Tweede Wereldoorlog werd de competitie het volgende seizoen in twee reeksen gesplitst. De club eindigde nu samen met DSV Schweidnitz eerste, maar door een beter doelsaldo mocht Schweidnitz naar de finale om de titel. Het volgende seizoen werd de club dan wel groepswinnaar en speelde de finale om de titel tegen Reichsbahn SG Oels, die ze in twee wedstrijden verloren. Na dit seizoen werd de Gauliga opgesplitst en ging de club in de 1. Klasse Niederschlesien spelen, waar de club slechts zevende werd. Het volgende seizoen werd de club tweede achter STC Hirschberg. Hierna werd de tweede divisie opgeheven en alle clubs die nog speelden werden het volgende seizoen in de Gauliga ingedeeld. De competitie was in meerdere reeksen verdeeld en de club werd tweede in zijn reeks. Het laatste seizoen voor het einde van de oorlog werd niet meer voltooid.
Na het einde van de oorlog werd Waldenburg een Poolse stad. De Duitsers werden verdreven en alle Duitse voetbalclubs werden ontbonden.